# 마포아파트
마포아파트(Mapo Apartment)는 서울특별시 마포구 도화동에 있었던 아파트 단지로, 6층 10개동 642 세대의 대단위 아파트 단지였다. 이 아파트 단지는 1962년 11월 30일 1단계로 Y자형 6개동 450세대가 최초로 준공되었고, 1964년 11월 30일에는 2단계로 일자형 4개동 192세대가 준공되는 등 두 차례에 걸쳐 완성되었고 대한민국의 아파트 단지를 선도한 건축물이자 박정희 정부 역사상 생활 혁명을 일구어 내기도 한 아파트 단지이다. 마포아파트는 대한민국 단지형 아파트의 효시이자 최초의 아파트 단지라는 별명이 붙었다. 건폐율은 11%, 용적률은 87%인 것으로 잠정 집계되었다.

## 건설 과정상 바뀐 점
이 아파트는 애초에 지상 10층 11개동 1,158 가구로 신축하려고 계획하였고, 벙커C유를 이용하는 것을 목적으로 쓰이게 되는 중앙 집중식 난방과 더불어 각 동마다 엘리베이터를 1대씩 설치하려는 것이 본시의 계획으로 이루어졌으나, 주변 기관 및 여러 하위층급의 서민 등의 반발과 연약한 지반 등을 이유로 고층 아파트를 신축하기에는 위험 부담이 초래되는 결과가 나오게 되자, 10층 짜리의 높이를 가진 건축물을 6개의 층으로 더 낮추고, 엘리베이터의 미설치는 물론, 난방 방식을 연탄 보일러 형태의 개별난방으로 전향하였다. 물론 그 정도만 가진 상태로만 하여도 1962년 당시의 기준으로는 상당히 획기적이었다.

## 미디어에서의 마포아파트
마포아파트는 언론, 미디어 등에서도 많이 소개되어 있으나 그 중에서 1970년대 당시에는 이 아파트를 배경으로 다룬 영화에도 자주 소개된 적이 있었고, 심지어는 드라마에도 등장시킨 전례가 있었다. 마포아파트를 배경으로 다룬 드라마는 1984년 10월 14일 당시 문화방송에서 방영된 MBC 베스트셀러극장의 고깔 편이 대표적인 것으로 드러나고 있다. 이유는 이 아파트가 부촌이어서 그렇다.

## 재건축 준비 관련
마포아파트는 한 때 서울을 대표하게 되는 부촌으로 각인되면서, 1979년부터 재건축 논의가 시작되었으나, 재건축을 준비하자는 이 일대의 주민들의 의견을 제시한 적이 있었다. 하지만 재건축조합이 본격적으로 결성될 준비를 착수한 것은 1986년부터 시작되었다. 그러나 마포아파트는 대한민국 정부의 재건축 방침 및 지침을 내려지게 하면서, 사업성이 매우 우수한 아파트 단지로 선정되었다. 그래서 지난 1962년부터 1964년 사이의 2회에 걸쳐 9 ~ 17평형 사이 5종의 평수에, 642 가구가 들어섰던 이 아파트의 상하수도 기반 시설은 물론 건물 자체가 매우 오래되면서 재건축의 필요성이 대두되어 온 사실로 드러났다. 이와 같이 당시의 건설부가 노후화된 아파트의 재건축 허용 방침에 따라 주민들을 중심으로 1987년 6월에 조직된 아파트 재개발 추진위원회는 현재 전체 주민의 92%가 동의하게 되는 찬성률까지 가결시키면서 주택건설 촉진법 시행령 안의 확정 발효를 기다린 상태였다. 재건축이 결정되면서 주민 이주가 마무리된 1991년 3월 초순부터 이 아파트의 철거가 본격화한 뒤 잡음이 더 심화되면서 9·7 건축제한조처에 걸리게 되자, 착공에 차질을 빚은 전례가 있던 것으로 드러났고, 1992년에 가까스로 새 아파트의 재건축이 정식으로 착공, 1994년 7월 삼성종합건설에 의해 현재의 마포삼성아파트로 다시 탄생되기도 하였다.

## 마포삼성아파트
마포삼성아파트는 삼성종합건설에 의해 세워졌다. 1994년 7월에 완공되었으며, 연예인 아파트에서 서민 아파트로 탈바꿈하였던 것으로 드러났고, 연탄을 위주로 이용되어 있었던 부엌 역시 가스레인지 방식으로 변경되었다.

## 여담
마포아파트는 본래부터 서민이나 차상위계층을 위한 아파트가 아니었으며, 상류층만을 위한 아파트 단지로 지금으로 치면 압구정 현대아파트를 능가하는 고급 아파트인 것으로 나왔다. 그래서 이 아파트가 서울을 대표하게 되는 주거용 랜드마크의 표본이자 시초였던 것으로 보인다. 이에 영향을 받은 아파트 단지는 이보다 7 ~ 9년 늦은 1971년에 준공된 여의도 시범아파트가 비슷한 발상을 보여주는 진가를 누리기도 하였다.

## 같이 보기
- 와우아파트
  - 와우아파트 붕괴 참사
- 여의도 시범아파트
- 압구정 현대아파트
- 반포주공아파트
- 키콴 맨션 (홍콩)
- 펄시티 맨션 (홍콩)